# Skarpabborrtjärnen (Färila socken, Hälsingland)
Skarpabborrtjärnen är en sjö i Ljusdals kommun i Hälsingland och ingår i Ljusnans huvudavrinningsområde.